# Сёренсен, Сёрен Антон
Сёрен Антон Сёренсен (дат. Søren Anthon Sørensen, 31 января 1840, Айструп — 11 февраля 1896, Копенгаген) — датский офицер и военный историк, шахматист и шахматный композитор. Являлся сильнейшим шахматистом Дании после отхода от активной практики М. Фрома (с середины 1870-х до начала 1890-х гг.; официального звания чемпиона Дании в то время не существовало).

## Биография
Родился в семье учителя Кристена Сёренсена (дат. Christen Sørensen, 1813 — 1877) и Доротеи Кирстины Сёренсен (урожд. Свеннсдаттер; дат. Dorothea Kirstine Svendsdatter, 1822 — 1902). Первоначально занимался оптовой торговлей, позже поступил на военную службу. Участвовал в Австро-Прусско-Датской войне. Потом служил адъютантом и начальником штаба генерал-инспектора пехоты. Дослужился до звания генерал-полковника и должности секретаря Генеральной комиссии.
В свободное от службы время занимался изучением источников по военной истории Дании истории Северной Семилетней войны, Северной войны (войны Карла-Густава), а также деятельности датского короля Фредерика VI. Написал значительное количество статей для "Датского биографического лексикона". Работал над книгой "Meddelelser fra Krigsarkiverne" ("Сообщения из военного архива"), которую не успел закончить.
В 1864 г. был награжден орденом Даннеброг, а в 1887 г. — памятным серебряным крестом ордена Даннеброг.
Помимо практической игры, занимался также шахматной композицией. Сотрудничал с журналом "Nordiske Skakproblemer", был членом редколлегии журнала "Nordisk Skaktidende".
Похоронен в Айструпе.